# Nikola Šarounová
Nikola Šarounová (nacida Nikola Mazurová, Rychnov nad Kněžnou, 22 de noviembre de 1994) es una deportista checa que compite en tiro, en la modalidad de rifle. En los Juegos Europeos de Minsk 2019 consiguió dos medallas, plata en rifle en tres posiciones 50 m y bronce en rifle 10 m.

## Palmarés internacional
| Juegos Europeos | Juegos Europeos     | Juegos Europeos   | Juegos Europeos         |
| Año             | Lugar               | Medalla           | Prueba                  |
| --------------- | ------------------- | ----------------- | ----------------------- |
| 2019            | Minsk (Bielorrusia) | Medalla de plata  | Rifle 3 posiciones 50 m |
| 2019            | Minsk (Bielorrusia) | Medalla de bronce | Rifle 10 m              |